# Schoepfiàcies
Schoepfiaceae és una família de plantes amb flors reconeguda per l'APG III system de 2009. Anteriorment els membres d'aquesta família s'assignaven a les famílies Olacaceae i Santalaceae.
El gènere Schoepfia segons els estudis moleculars és més proper a les famílies Misodendraceae i Loranthaceae i pot ser exclòs de les Olacaceae. Estudis posteriors mostren que els gèneres d'Amèrica del Sud Arjona i Quinchamalium (abans dins Santalaceae) són part d'aquesta família. Així la família conté els tres gèneres:
- Arjona Cavanilles
- Quinchmalium Molina
- Schoepfia Schreber